# Авианосцы типа «Лексингтон»
Тип «Лексингтон» (англ. Lexington class) — серия тяжёлых ударных авианосцев США постройки 1920-х годов. Первые полноценные боевые авианосцы США после экспериментального авианосца «Лэнгли». Построены в 1922—1927 годах на основе двух недостроенных линейных крейсеров одноимённого типа. В 1920-е — начале 1930-х годов авианосцы типа «Лексингтон» считались одними из сильнейших в мире и составляли в то время основу авианосного флота США, сыграв значительную роль в отработке концепции кораблей этого класса. Оба авианосца типа «Лексингтон» приняли активное участие во Второй мировой войне в начальном её периоде, будучи двумя из трёх авианосцев США, находившихся на Тихом океане к началу войны. «Лексингтон» был потоплен 8 мая 1942 года японской морской авиацией в ходе сражения в Коралловом море. «Саратога» же, приняв участие в ряде сражений, пережила войну и была снята с вооружения и потоплена в ходе испытаний ядерного оружия у атолла Бикини 25 июля 1946 года.

## История разработки

### Формирование идеи авианосца
Интерес к корабельной авиации в США появился ещё до начала Первой мировой войны. В 1910 году по инициативе корабельного инженера Ирвинга Чемберса на баке крейсера «Бирмингем» была смонтирована взлётная площадка для колёсных самолётов. 14 ноября 1910 года впервые в мире гражданский лётчик Юджин Эли взлетел с палубы корабля. 18 января 1911 года Эли посадил аэроплан на аналогичную платформу, установленную на палубе броненосного крейсера «Пенсильвания», а затем и взлетел с него. Несмотря на успехи, дальнейшего развития эти работы не получили. Платформа оказалась громоздкой, а посадка на неё — опасной. Так, во время одной из посадок Юджин Эли разбился, врезавшись в надстройку. В январе 1911 года Глен Кёртисс успешно испытал гидросамолёт, после чего ВМС США переключили усилия на это направление. Посадка гидросамолёта была безопаснее, а для работы с ним достаточно было оборудовать судно краном для спуска самолёта на воду и подъёма его на борт после выполнения полёта. В 1912 году была создана катапульта для запуска гидросамолётов, и в 1916—1917 годах ею были оснащены броненосные крейсера «Норт Кэролайн», «Сиэтл», «Хантингтон» и «Монтана». Использование катапульт было предусмотрено и в проектах новых линейных крейсеров и крейсеров типа «Омаха».
В 1917 году американские офицеры познакомились с британским опытом использования корабельной авиации. По инициативе командующего американскими военно-морскими силами в Европе адмирала Уильяма Симса на башне главного калибра дредноута «Техас» была установлена платформа для взлёта колёсных самолётов, построенная по образцу использовавшейся британским флотом. Опыт использования платформы показал значительные преимущества колёсных истребителей над гидросамолётами. Во-первых, колёсные истребители обладали лучшими лётно-техническими характеристиками благодаря отсутствию громоздких поплавков. Во-вторых, они обеспечивали всепогодность применения, что было особенно актуально для условий Северного моря.
В 1917 году британский военно-морской конструктор Гудолл (англ. S. V. Goodall) был прикомандирован к американскому Бюро строительства и ремонта. Гудолл поделился накопленным британцами опытом использования авианосцев и рассказал американцам о планах по созданию новых. В июне 1918 года командующий военно-морской авиацией США внёс предложение о характеристиках будущего авианосца. В августе Гудолл обобщил британский опыт. Согласно Гудоллу:
- воздушные бои будут предшествовать боям кораблей — авиация должна будет вести разведку и противодействовать разведчикам противника. Поэтому авианосец должен иметь на вооружении разведывательные самолёты и истребители;
- вооружение из 102-мм зенитных орудий недостаточно, требуется вооружение из не менее, чем 152-мм орудий и одного-двух зенитных;
- поскольку авианосец предназначается для действий в авангарде, его следует забронировать для возможности вести бой с лёгкими силами противника — вертикальная броня должна быть на уровне лёгкого крейсера;
- для действий совместно с разведывательными силами скорость авианосца должна быть не менее 30 узлов, а с учётом планов по созданию линейных крейсеров и скаутов со скоростью в 35 узлов возможно, что скорость должна быть и значительно выше 30 узлов;
- силовая установка должна позволять ему находиться на передовых позициях;
- для самообороны на случай встречи с тяжёлыми кораблями противника авианосец должен нести 12 торпедных аппаратов на верхней палубе;
- авианосцу необходимо иметь противоторпедную защиту, поскольку предполагается использовать его в районах действия подводных лодок противника.

Идеи Гудолла стали отправной точкой в создании американского авианосца. Гудолл почему-то не придал значения или не знал об идеях использования британскими авианосцами самолётов-торпедоносцев для атак германского флота. Несмотря на это, в требования к разработке американского авианосца в 1919—1920 годах Генеральный совет включил необходимость наличия большого количества торпедоносцев. В июле 1920 года Генеральный совет включил постройку четырёх авианосцев в трёхлетнюю кораблестроительную программу. В июле 1921 года постройка трёх авианосцев была объявлена высшим приоритетом.
Из-за отсутствия практического опыта применения авианосцев Совет флота вынужден был полагаться на теоретические исследования. В 1922 году на заседании совета представитель Военно-морского колледжа кэптен Лэнинг доложил результаты проводившихся в течение года военно-морских игр. Проведённые исследования не показали, что использующий авиацию флот будет однозначно доминировать на поле боя, однако при использовании самолётов для корректировки огня максимальная дальность эффективной стрельбы возрастала с 20 000 до 24 000 ярдов. В бою с противником, обладающим преимуществом в скорости (таким как британский флот), этот фактор мог оказаться решающим. При захвате господства в воздухе флот неприятеля, контролируя дистанцию стрельбы, мог вести бой на безопасном для себя удалении. Кроме того, самолёты, атакуя строй линкоров бомбами или торпедами, могли повредить один или несколько кораблей, что могло обеспечить решающий перевес в сражении. Учитывая уязвимость тогдашних самолётов, был сделан вывод о преимуществе использования авианосцев вместо береговой авиации.
В начале 1920-х годов разгорелись также жаркие споры о том, может ли авиация потопить линкор. Усилиями генерала Митчелла, который настаивал на создании независимой береговой авиации, и адмиралов Уильяма Симса и Брэдли Фиска, продвигавших на флоте идеи создания авианосцев, были организованы экспериментальные бомбардировки трофейных германских кораблей. Испытания проводились в июне — июле 1921 года. Сначала флотские гидросамолёты потопили за 12 минут подлодку U-117. Потом армейские бомбардировщики MB-2 потопили в ходе ряда экспериментов эсминец G-102 и крейсер «Франкфурт». Для потопления последнего пришлось применить 600-фунтовые бомбы. 21—22 июля были проведены бомбардировки линкора «Остфрисланд». Бомб калибром 600 фунтов оказалось недостаточно для потопления линкора — пробить его толстую палубу и нанести кораблю существенные повреждения смогли только 2000-фунтовые бомбы. Результаты экспериментов каждый трактовал в свою сторону. Митчелл продолжил настаивать на создании отдельного вида ВВС. Адмиралы утверждали, что если бы корабли вели зенитный огонь, маневрировали и вели борьбу за живучесть, результат был бы другим. Адмиралы Симс и Фиск указывали на то, что недостаточная дальность в 400 миль у армейских бомбардировщиков и отсутствие у их пилотов опыта полётов над морем в реальной обстановке не позволили бы им найти корабли противника. Усилиями морских лётчиков, опасавшихся победы идей Митчелла, в августе 1921 года в рамках министерства флота был создан военно-воздушный отдел — «Бюро аэронавтики». Его задачей стало развитие авиации флота и морской пехоты.
Одной из проблем являлся темп запуска самолётов с авианосца. Согласно расчётам Бюро аэронавтики, время от подъёма из ангара до запуска в воздух составляло для истребителя шесть минут, а для бомбардировщика — девять. Для взлёта самолётов необходима была взлётная полоса, поэтому под место для «парковки» самолётов, ожидавших взлёта, можно было выделить относительно небольшое пространство. Для быстрого старта на палубе можно было расположить только четыре бомбардировщика и восемь истребителей. В этих условиях было проблематично осуществить быстрый подъём в воздух большого количества самолётов. Было рассмотрено несколько путей решения этой проблемы. На линейных кораблях можно было расположить платформы для старта истребителей, которые потом садились бы на авианосец, однако от этой идеи в конечном счёте отказались. Для уменьшения разбега и, соответственно, увеличения «парковочной» площади решили использовать катапульты. Фактически же катапульты в 1930-х годах не обеспечивали высокого темпа взлёта самолётов. Если авианосец шёл против ветра, то для самолётов бипланной схемы разбег и так получался небольшим. Таким образом, «парковочное» место на палубе удалось расширить без использования катапульт, а при использовании складных крыльев количество ожидавших взлёта самолётов на палубе возрастало ещё более значительно.

### Ранние проекты
Гудолл в августе 1918 года представлял себе авианосец как корабль длиной 800 футов (244 м) с водоизмещением 22 000 длинных тонн (22 355 метрических), то есть немного больше «Фьюриеса». В октябре 1918 года Бюро строительства и ремонта выдало первый эскизный проект американского авианосца. При длине в 825 футов (251 м) и водоизмещении 24 000 длинных тонн (24 390 т) он имел вооружение из десяти 152-мм орудий и четырёх зениток. Мощность силовой установки должна была составить 140 000 л. с., скорость — 35 узлов. Конструкция дымовых труб была под вопросом, но по бокам от взлётно-посадочной полосы должны были находиться две надстройки-острова. Работы над этим проектом не были продолжены. В марте 1919 года Генеральный совет заинтересовался проектом авианосца для программы 1920 года. По заданию авианосец должен был иметь скорость в 35 узлов и авиагруппу из 24 истребителей-разведчиков и шести бомбардировщиков. Кроме того, оговаривалось, что на нём должно было быть место для посадки пятнадцати самолётов, которые могли взлететь с линейных крейсеров и крейсеров-скаутов соединения. Вооружение должно было состоять из четырёх 203-мм орудий, шести 152-мм орудий, четырёх 102-мм зенитных орудий и иметь по одному двухтрубному торпедному аппарату с каждого борта. Особое внимание уделялось вопросу противоторпедной защиты (ПТЗ). Как и на новых линкорах и линейных крейсерах, в этом проекте, кроме применения слоистой ПТЗ с чередованием пустых и заполненных отсеков, свою положительную роль должно было сыграть использование турбоэлектрической энергетической установки. Такое проектное решение позволяло разделить внутренние помещения корабля на более мелкие отсеки. Немаловажной для авианосца считалась возможность использования полной мощности силовой установки при движении задним ходом.
Эскизный проект 1919 года был сделан на основе переработки проекта линейного крейсера. Предполагались скорость в 35 узлов и водоизмещение в 34 000 длинных тон (а не 43 000, как у реально заложенных «Лексингтонов»). Так же как в проекте 1918 года, предполагалось использование пары надстроек-островов по бортам с мачтой на каждой из них. Спереди и сзади каждой надстройки находилось по одному 203-мм орудию. 152-мм орудия располагались вдоль бортов, два из них в кормовом каземате под полётной палубой. На тот момент переделка корпусов закладываемых линейных крейсеров не планировалась, а их проект был взят за основу только ради упрощения и ускорения расчётов. Согласно расчётам, требованиям Генерального совета должен был соответствовать авианосец с нормальным водоизмещением 29 180 длинных тонн.
Конгресс США не включил постройку авианосцев ни в программу 1920-го, ни 1921-го финансовых годов. С одной стороны, уже реализовывалась амбициозная программа строительства капитальных кораблей. Даже включённые в эту программу шесть линейных крейсеров были заложены только после января 1921 года. С другой стороны, всё ещё было очень много вопросов по конструкции будущих авианосцев. Поэтому Конгрессом было поддержано предложение Бюро строительства и ремонта по переоборудованию в авианосец угольщика «Юпитер». Построенный по этому проекту авианосец «Лэнгли» хоть и был тихоходным, однако имел турбоэлектрическую силовую установку и позволил на практике отработать ряд технических решений. Разработка проекта переделки «Юпитера» в авианосец была завершена в июле 1919 года, а само переоборудование прошло с марта 1920 по март 1922 года.
Существенным недостатком «Лэнгли» была его малая скорость, не позволявшая действовать даже вместе с линкорами, не говоря уже о разведывательных силах. Ряд офицеров флота, в особенности председатель Военно-морского колледжа адмирал Симс, настаивали на переделке в авианосец крейсера-скаута типа «Омаха». В апреле 1920 года началась эскизная проработка этого проекта. Сразу же возникла проблема выбора конфигурации дымовых труб. Для 90 000-сильной установки первоначально решили оставить четыре трубы, как и на крейсере, расположив их на спонсонах. При этом каждая из групп в шесть котлов могла выводить дым в трубу как левого, так и правого борта. Считалось, что одновременно дым будет выводиться только в две трубы подветренного борта, а неработающие в это время трубы другого борта будут убраны на спонсон путём откидывания назад и вниз, опускаясь ниже уровня палубы. В конечном счёте такую систему опрокидывания труб и переключения котлов сочли слишком громоздкой. 15 мая было предложено использовать систему снижения задымлённости фирмы «Ярроу». Сбоку от трубы устанавливались воздуховоды с устройствами впрыска водяных струй. Дым по желанию мог направляться не в трубу, а в эти воздуховоды. При использовании устройств впрыска воды возрастала тяга. Во-вторых, выходящие газы охлаждались и конденсировались на каплях воды. Таким образом, дым, отводившийся за борт судна, не поднимался вверх, а, скорее, «падал вниз». Эта система, по-видимому, безуспешно, была испытана на «Лэнгли».
В отличие от «Лэнгли», у которого под полётной палубой находились трюмы, в которые самолёты спускались кранами, предлагалось использовать полноценную ангарную палубу. К 24 мая 1920 года изменился сам подход к проектированию. Если ранее авианосец проектировался под заданный размер авиагруппы, то теперь конструкторы старались получить максимальный размер авиагруппы, отталкиваясь от имеющегося корпуса.
В качестве авиационного вооружения рассматривались самолёты четырёх типов: двухмоторный бомбардировщик-торпедоносец фирмы Мартина, гидросамолёт Loening OL и VE-7 в качестве истребителей и учебных самолётов. Предполагался один подъёмник и батарея из трёх орудий — одно в носу и два в корме.
Как и в других проектах переделки существующего проекта в авианосец, для компенсации возросшего верхнего веса необходимо было добавлять балласт. В данном случае потребовалось бы залить в нижние топливные цистерны 1000 т цемента. Это снижало дальность плавания и увеличивало водоизмещение. Ангар был рассчитан на приём от 28 до 40 самолётов, в зависимости от того, сколько места необходимо было оставить для проходов и рабочего пространства.
Генеральный совет рассмотрел проект 16 декабря 1920 года, после чего выдал Секретарю флота рекомендацию строить один большой авианосец вместо двух малых. С этим были согласны не все члены Совета. Председатель Военно-морского колледжа адмирал Симс настаивал на постройке малого авианосца, мотивируя это тем, что большой проект будет реализован не ранее, чем через четыре года, а тихоходный «Лэнгли» не подходит для учений вместе с флотом. Кроме того, для уточнения требований к авианосным самолётам 30-узловая платформа подходила лучше, чем 14-узловая. Ещё одним аргументом было то, что конверсия двух из десяти крейсеров-скаутов значительно усилит боевую мощь разведывательного соединения при столкновениях с неприятелем, не имеющим авиационной поддержки, и заметно увеличит их разведывательные возможности.
Так, если один крейсер-разведчик из условий видимости может разведать море в полосе 30 миль, то десять таких крейсеров могут провести разведку на фронте в 300 миль. Каждый авианосец способен разведать зону до 200 миль вокруг, а при условии разработки 100-узлового самолёта-разведчика с продолжительностью полёта в 4 часа зона разведки возрастает до 400 миль.
Совет остался глух к этим аргументам, не желая вместо остро необходимого крейсера получать авианосец сомнительных характеристик, поскольку с вооружением из двенадцати истребителей-разведчиков и шести торпедоносцев в постоянной готовности к вылету могли находиться только истребители и лишь один торпедоносец.
Тем временем продолжались работы по проекту строительства авианосца «с нуля». В октябре 1920 года был рассмотрен ряд предварительных проектов авианосцев водоизмещением 10, 20 и 30 тыс. тонн и скоростью от 25 до 35 узлов. Генеральный совет хотел видеть на авианосце батарею из шестнадцати 152-мм 53-калиберных орудий и восьми 127-мм зенитных орудий, что было очень трудно сделать при условии размещения шлюпок и нежелательности создания помех взлётно-посадочным операциям и работе на взлётной палубе. При рассмотрении проекта водоизмещением 20 000 т и скоростью в 30 узлов, предложенного Бюро строительства, было решено, что при таком водоизмещении вместимость самолётов будет недостаточной.
К этому моменту конструкторы делили самолёты на полностью готовые к вылету, частично разобранные (со сложенными крыльями) и разобранные самолёты, требующие длительной сборки. В ноябре 1920 года Генеральный совет в требованиях к авианосцу задавал авиагруппу в составе 24 бомбардировщиков-торпедоносцев (из них 16 со сложенными крыльями) и 48 истребителей (32 со сложенными крыльями). Не менее 50 % самолётов от этого количества должны храниться в разобранном состоянии в специальном хранилище. Наличие этих хранилищ над и под ангарной палубой было характерной особенностью американских авианосцев вплоть до типа «Мидуэй». В начале ангара располагался большой Т-образный лифт для подъёма собранных самолётов. В конце ангара располагался малый прямоугольный лифт для подъёма самолётов со сложенными крыльями. На взлётной палубе люк Т-образного лифта располагался перед началом взлётной полосы, а малый подъёмник — за посадочными устройствами. Взлётная полоса в 45—60 м считалась достаточной для быстроходного авианосца.
В требованиях к предварительному проекту был обобщён британский опыт боевых действий и известные характеристики строящихся британских авианосцев. Например, конструкция надстройки, как на английском «Игле», после получения сведений об испытаниях подобной на «Аргусе», была признана неудачной. В отличие от британцев, американцы предпочли полностью закрытый ангар и организацию перемещения всех самолётов из ангара на палубу настолько быстро, насколько это возможно.
Отвод дыма был признан одной из важных проблем. Вывод дымоходов в корму, как на «Аргусе», был признан нерациональным. При ветре, дующем с кормы, наблюдалась склонность к попаданию газов в систему вентиляции корабля. Было предложено выводить дым в дымоходы, расположенные с обоих бортов, с переключением отвода газа на сторону, противоположную той, откуда дует ветер. Исходя из британского опыта, задавалась скорость хода не менее 30 узлов с пожеланием иметь скорость в 35 узлов. Это было необходимо не только для совместного плавания с крейсерами, но и для обеспечения взлёта и посадки самолётов. Авианосцу при осуществлении взлётно-посадочных операций желательно было идти против ветра — для организации 35-узлового ветра над палубой с целью сокращения разбега и пробега самолётов. При этом ему необходимо было покидать строй флота, и большая скорость позволяла быстрее выйти на позицию для запуска самолётов и вернуться обратно в строй.
Важным требованием считалось расположение аэрофинишёров и в корме, и в носу, чтобы самолёты могли садиться с обоих направлений. При сильном ветре, дующем с кормы, самолётам для сокращения пробега было предпочтительнее садиться в носовой части палубы. Через несколько лет возможность посадки с двух концов палубы рассматривалась уже более важной для увеличения боевой устойчивости, чем для улучшения условий эксплуатации.
К ноябрю 1920 года рассматривался состав вооружения из шестнадцати 152-мм 53-калиберных орудий, сведённых в две группы по каждому борту, и 127-мм зенитных орудий в таком количестве, чтобы обеспечить наличие как минимум 4 орудий в каждом секторе стрельбы. В теории скорость авианосца позволяла ему уйти от всех кораблей тяжелее крейсера и эсминца, однако на случай плохой погоды или ночных действий для защиты от тяжёлых кораблей противника предусматривалось по одному двухтрубному торпедному аппарату с каждого борта. Вопрос установки 152-мм орудий вызвал жаркие споры. На слушаниях в Генеральном совете в феврале 1921 года адмирал Уильям Роджерс из Военно-морского колледжа высказал сомнение в их целесообразности. Для защиты от бомбардировщиков противника нужно было использовать собственные истребители и зенитные орудия для постановки заградительного огня. 152-мм орудия с малым углом возвышения стволов плохо подходили на эту роль. Лучшей защитой от надводных кораблей является высокая скорость авианосца, позволяющая ему уклониться от боя. При этом авианосцу в любом случае нечего противопоставить быстроходным линейным крейсерам. Следовательно, стоило бы задаться вопросом, не важнее ли мощная зенитная батарея, нежели 152-мм орудия. На это адмирал Чарльз Маквей возразил, что противоминная батарея важна как единственное средство для отражения атаки надводных кораблей.
К этому времени основные работы шли по проекту 35 000-тонного авианосца с силовой установкой мощностью 180 000 л. с. и линейного крейсера со сходными характеристиками. Отвод дыма столь мощной установки стал огромной проблемой. Бюро строительства предложило, по аналогии с британским «Фьюриесом», сделать отвод дыма через борт, с альтернативным выходом через полётную палубу. Даже в корпусе корабля водоизмещением 35 000 тонн эта силовая установка занимала очень много места, так что возникали проблемы с установкой противоторпедной защиты необходимой глубины.
Ряд конструктивных решений были весьма современными. Они включали в себя остров-надстройку по правому борту и использование катапульт. Катапульта должна была обеспечивать устойчивый взлёт колёсных самолётов при качке в плохую погоду и запускать поднятые с воды гидросамолёты с крейсеров и линкоров. Правда, на тот момент катапульта была маломощной и не обеспечивала подъём тяжёлых самолётов. В отличие от ангаров более поздних американских авианосцев, ангар согласно этому проекту был закрытым, с включением полётной палубы в силовой набор корпуса. При такой конструкции ангар занимал только часть от 24-метровой ширины корпуса. Чуть ниже него располагалось хранилище для разобранных самолётов. На британских авианосцах нижний ангар использовался для хранения готовых к полёту самолётов. Противоминная батарея состояла из шести 152-мм орудий в двухорудийных башнях. Одна башня размещалась перед надстройкой, ещё две — по бокам в корме. Зенитная батарея состояла из двенадцати 127-мм 25-калиберных зенитных орудий. Вооружение дополнялось шестью надводными торпедными аппаратами.
При разработке проекта выяснилось, что для удовлетворения всех требований Генерального совета, в частности, по размерам полётной палубы, необходим был авианосец с нормальным водоизмещением в 39 000 тонн. Одним из минусов этого проекта была малая вместимость хранилищ боезапаса. Несмотря на требования Главного управления вооружения ВМС США, хранилище вмещало только 91 вместо 200 1500-фунтовых бомб и лишь 330 вместо 600 500-фунтовых бомб.
Несмотря на опасения по поводу противоторпедной защиты, к июлю 1921 года Генеральный совет отдавал предпочтение именно этому проекту вместо нескольких более мелких. Глядя на сходство характеристик этого эскизного проекта с характеристиками разрабатываемого параллельно проекта линейного крейсера, несколько членов совета даже предложили с целью экономии адаптировать корпус линейного крейсера для использования в новом авианосце.

### Проект переделки линейного крейсера
В июле 1921 года Генеральный совет назвал строительство трёх больших авианосцев своим наивысшим приоритетом. Тем временем Секретарь флота начал подготовку конференции по разоружению, стартовавшей в Вашингтоне 12 ноября 1921 года. Генеральный совет (или, по крайней мере, группа, занимавшаяся эскизным проектированием) был в курсе этой подготовки и знал, что первыми жертвами договора станут уже заложенные линейные крейсера. Поэтому на свой страх и риск 25 июня шеф эскизного проекта кэптен Роберт Стокер заказал разработку проекта переделки корпусов одного из линейных крейсеров в авианосец.
Переделка из линейного крейсера имела как свои преимущества, так и недостатки. У линейного крейсера имелась хорошая противоторпедная защита и большие по объёму погреба, достаточные для хранения всех заложенных в техническое задание бомб. Однако у крейсера была более узкая корма, что могло создать неблагоприятные для посадки самолётов воздушные потоки. Для размещения 152-мм башен в корме, как на проекте авианосца, требовалась установка специальных спонсонов. Объём ангара уменьшался на 16 %, так же, как и объёмы, выделяемые для хранения запчастей; снижался и резервный запас топлива. Посадочная площадь увеличивалась за счёт того, что кормовой ангар сдвигался вперёд на 8,5 метров. Хотя в основном расположение помещений ухудшалось, при использовании корпуса крейсера улучшалось расположение экипажа и шлюпок. Более узкая кормовая часть «обрезалась» на 2,1 м. При нормальном водоизмещении в 40 000 т балласт не требовался. При использовании корпуса линейного крейсера авианосец получался на 1000 т тяжелее и шире (30,8 метра по ватерлинии вместо 29,56 м). Из-за этого максимальная скорость падала с 34 до 33,5 узлов.
Рассматривался также вариант использования задела материалов для строительства линейного крейсера «Рейнджер» (готовность по корпусу на 10 сентября 1919 года — 2,5 %) для строительства авианосца «с нуля». В этом случае для авианосца могли быть использованы уже выделенные на крейсер средства. Всего на постройку авианосца потребовалось бы в таком случае 27,1 млн долларов США. Стоимость переделки корпуса в более высокой степени готовности в декабре 1919 года оценивалась в $22,4 млн. При этом рассматривалась перестройка корпуса в невысокой степени готовности, на который уже потрачено $6,7 млн. При переделке корпуса с более высокой степенью готовности стоимость переделки уменьшалась.
Вашингтонская конференция значительно упростила выбор — была прекращена постройка всех шести линейных крейсеров, и два из них было разрешено перестроить в авианосцы. Однако появились и новые трудности. Установленный договором верхний предел стандартного водоизмещения для новых авианосцев составлял 27 000 длинных тонн. По настоянию американской делегации, для авианосцев, переделываемых из капитальных кораблей, лимит был увеличен до 33 000 т. Благодаря этому американцы получили возможность использовать для переделки корпуса крейсеров «Лексингтон» и «Саратога», а японцы — корпуса «Кага» и «Акаги».
Но и это не спасало, так как стандартное водоизмещение авианосца, переделанного из линейного крейсера, достигало 36 000 т. Стало ясно, что сэкономить на чём-то и срезать «лишние» 3000 т не удастся. В феврале 1920 года рассматривался вариант уменьшения мощности силовой установки, но Генеральный совет был против. Для реализации проекта американцы пошли на хитрость. В договоре предусматривалась возможность при модернизации существующих линкоров усиления защиты от атак с воздуха и из-под воды. При этом для усиления палубного бронирования и противоторпедной защиты разрешалось превысить договорное водоизмещение на 3000 т. Поэтому официальное стандартное водоизмещение авианосцев составляло 33 000 тонн с примечанием: «цифра не включает в себя вес средств, оговорённых в главе 11, пункте 3, параграфе 1, статье d Вашингтонского договора и используемых для обеспечения защиты от воздушных и подводных атак».
К этим «средствам» отнесли 266 тонн броневой карапасной палубы над рулевым механизмом, исключая 10-мм листы, необходимые для обеспечения прочности корпуса, и 1267 т броневой палубы, опять же, исключая 10-мм листы, используемые в силовом наборе. К средствам противоторпедной защиты отнесли наделку по ватерлинии (272 тонны), подводный буль, прикрывающий противоторпедную переборку (270 тонн), и саму противоторпедную переборку (1100 т). Суммарно всё это составляло 3175 т. Если бы эти веса были учтены, то стандартное водоизмещение «Лексингтона» составило бы 35 689 т, а «Саратоги» — 35 544 т, что значительно превышало договорные ограничения. В 1925 году новый Секретарь военно-морского флота запросил переработку проекта с целью уложиться в 33 000 т, однако, узнав, что для этого потребуется уменьшить на 50 % мощность силовой установки, от затеи отказался.
Тем не менее, плотность компоновки получилась очень высокой. Для обеспечения требуемого веса пришлось пойти на уменьшение высоты бронепояса. Вместо пояса высотой 5180 мм авианосец имел пояс в 2835 мм. При этом его толщина сохранилась на уровне линейного крейсера — 178 мм в плоской части и сужение до 152 мм в подводной. Кроме того, была сохранена 51-мм толщина главной бронепалубы. Не изменилась и защита рулевых механизмов — 76-мм бронепалуба со 114-мм скосами. Для того, чтобы уложиться в 36 000 тонн стандартного водоизмещения, пришлось отступить от ряда принятых в американском кораблестроении норм. В американском флоте было принято в расчёт включать полный вес запасов. На Вашингтонской конференции англичане отказались принимать это условие расчёта стандартного водоизмещения. Поэтому в стандартное водоизмещение авианосцев не входила 151 тонна запасов и запчастей для аварийных дизельных генераторов, запасы воды принимались в расчёте 111,6 л на одного члена экипажа вместо 151 положенного ранее, рассматривалось снижение запасов до 60 дней похода вместо 90.
Бюро строительства и ремонта представило на рассмотрение финальный эскизный проект 22 апреля 1922 года. В нём предусматривалась установка 203-мм орудий вместо 152-мм, двенадцати 127-мм зенитных орудий и четырёх 533-мм надводных торпедных аппаратов; авиагруппа авианосца должна была составить 72 самолёта. От установки торпедных аппаратов позднее отказались. 203-мм орудия были выбраны как максимально допустимые по Вашингтонскому соглашению. Они размещались в двухорудийных башнях, таких же, как на планируемых к постройке тяжёлых крейсерах. От установки двух башен в корме ниже полётной палубы отказались. При их размещении ширина полётной палубы в корме сокращалась до 18,3 м, а по результатам испытаний на «Лэнгли» лётчики настояли на максимально возможной ширине палубы в 25,6 м. Размещение всех башен по правому борту приводило к крену, поэтому было предложено отказаться от одного котла и вместо трёх катапульт спереди и одной сзади установить только одну спереди. Котёл в конечном счёте не был демонтирован, хотя и большую часть службы в работе не использовался, служа в качестве балласта. Катапульта была оставлена в основном ради того, чтобы иметь возможность поднимать в воздух гидросамолёты с крейсеров и линкоров при совместных с ними действиях.
От линейного крейсера авианосец унаследовал наклонный внутренний броневой пояс и противоторпедный буль. В отличие от последующих проектов ангар был закрытым, с включением полётной палубы в силовой набор корпуса. Из-за этого площадь ангара по отношению к полётной палубе была намного меньше, чем на последующих авианосцах.

## Конструкция

### Корпус
Подводная часть корпуса была унаследована без изменений от проекта линейного крейсера. После завершения постройки оба корабля имели длину между перпендикулярами 250,53 м, по ватерлинии — 259,08 м и 270,68 м наибольшую. Ширина по ватерлинии — 31,88 м, по булям — 32,13 м. Ширина палубы — 32,2 м. Ширина со сложенными бортовыми спасательными сетями — 32,2 м, с разложенными — 39,63 м. Водоизмещение сухого корабля составило 33 003 т при осадке 7,38 м, полное — 47 700 т при осадке 9,9 м. В 1945 году полное водоизмещение «Саратоги» после модернизации составило 48 552 т. Полётная палуба за счёт носового свеса увеличилась до 274,67 м, а общая длина с учётом кормовых спонсонов для зенитной артиллерии — до 277,8 м. Ширина по ВЛ за счёт нового буля правого борта увеличилась до 34,05 м.
Палуба была не прямоугольной, а повторяла обводы корпуса — с заметным сужением к форштевню. Помимо противоторпедных, на авианосцах были установлены ещё и верхние були, прикрывавшие броневой пояс. Для уменьшения сопротивления в носовой части был применён бульб. Для снижения качки на подводной части корпуса были установлены скуловые кили длиной 69,5 м. Для усиления корпуса между ними располагались две пары доковых килей — внутренние длиной 125,6 м и внешние длиной 53,6 м.
При нормальном водоизмещении броневая палуба проходила немного выше ватерлинии. Над ней находилось пять межпалубных пространств. Большую их часть занимал самолётный ангар длиной 129,2 м и шириной 22,55 м. Его ширина ограничивалась дымоходами и местом под шлюпки. Высота ангара составляла 6,4 м. Ангар был полностью закрытым, занимая вместе с подъёмниками площадь 3115 м², и, по состоянию на 1927 год, был самым большим замкнутым корабельным помещением в мире. Ангар делился на две части противопожарной перегородкой, расположенной перед кормовым самолётоподъёмником. За ангаром в корме располагались корабельные мастерские длиной 33 м и высотой 5,1 м. В корме ниже ангара находилось хранилище разобранных самолётов длиной 39 м.
Для подъёма самолётов использовались два расположенных недалеко друг от друга самолётоподъёмника. Носовой, предназначенный для подъёма тяжёлых самолётов, имел габариты 9,15×18,3 м и дополнительный откидной люк 6×8 м, с помощью которого поднимались самолёты с большой длиной фюзеляжа. Кормовой подъёмник для истребителей имел габариты 9,15×11 м.
Надстройка была пятиэтажной и располагалась по правому борту. Дымоходы были сведены в одну большую дымовую трубу, расположенную за надстройкой и сдвинутую чуть ближе к диаметральной плоскости для размещения шлюпок. По краям надстройки стояли четыре башни 203-мм орудий. Для компенсации веса надстройки большинство топливных цистерн находилось по левому борту. После снятия при модернизации 203-мм башен в первые месяцы войны оказалось, что для сохранения остойчивости цистерны правого борта нельзя было заполнять полностью, а левого — полностью опорожнять. Из-за этого уменьшились полный запас топлива и дальность плавания.
Внешне корабли было очень трудно отличить друг от друга. Какое-то время «Лексингтон» отличался навесным мостиком между постом управления полётами на носовой части трубы и кормовым постом управления огнём в надстройке. В 1930 году такой же мостик получила и «Саратога», поэтому для облегчения опознавания пилотами на её трубу нанесли широкую вертикальную чёрную полосу. Такое обозначение работало только при полётах на небольшой высоте, поэтому на палубе «Лексингтона» какое-то время располагался белый круг, а на «Саратоге» — круг меньшего размера. Затем на кормовом свесе, а потом на палубе перед кормовым свесом на авианосцах белой краской были нанесены обозначения «LEX» и «SARA». Нововведение пришлось по душе пилотам, и в дальнейшем на американских авианосцах в начале и конце палубы наносились белой краской бортовые номера. На дымовой трубе «Саратоги» перед войной располагалась большая белая буква Е, первая от «engineering» или «efficiency», означавшая, что корабль добился больших успехов в эксплуатации энергетической установки.
Предвоенные планы модернизации предполагали расширение полётной палубы в носу, усиление зенитного вооружения и установку дополнительного буля с левого борта для компенсации крена, возникшего после снятии 203-мм орудий. Эти работы провести сразу не удалось и они выполнялись постепенно.
Вспомогательные устройства
Первоначально корабли несли 11 больших шлюпок с бензиновыми моторами, но в 1927 году после взрыва одной из них моторы заменили дизелями. Два 12-метровых и по одному 15- и 9-метровому катеру хранилось в бортовых вырезах по левому борту. Один 15-метровый хранился в бортовом вырезе по правому борту ближе к корме, и по два 12- и 11-метровых — на полётной палубе справа от трубы. На шлюпбалках по правому борту от надстройки располагались два 8-метровых вельбота. К началу войны количество шлюпок, вмещавших 1225 человек, достигло 24 штук. Но вскоре почти все из них сняли, заменив спасательными плотиками и плавучими сетями. Из шлюпок остались только два моторных вельбота справа от надстройки.
В носу располагались три 15-тонных якоря, а в корме хранились ещё 3—4 запасных. Полубалансирные рули были громадных размеров — длиной 11,7 м. В качестве их приводов использовались 8 гидроцилиндров с диаметром поршня 0,6 м. Несмотря на большую площадь руля, из-за больших размеров и большого соотношения длины к ширине (8:1) они были малоповоротливыми, что, возможно, сказалось на судьбе «Лексингтона». Диаметр тактической циркуляции был в два раза больше, чем у последующих авианосцев типа «Йорктаун», — 1780 м против 722 м.
Экипаж
В мирное время экипаж без авиагруппы состоял из 160 офицеров и 1708 старшин и матросов. При размещении на корабле флагмана экипаж возрастал до 1899 человек. С авиагруппой он возрастал до 2176—2327 человек. В военное время он возрастал за счёт резервистов и в 1942 году на «Лексингтоне» экипаж состоял из 2951 человека. Во время войны возрастала численность зенитных автоматов, и за счёт их прислуги численность экипажа на «Саратоге» в 1945 году возросла до 3373 человек.

### Бронирование и конструктивная подводная защита
От проекта линейного крейсера авианосец унаследовал броневой пояс, траверзы и броневую палубу. Пояс имел длину 161,55 м и при высоте 2,9 м имел толщину 178 мм. На нижних 1,8 м (на «Саратоге» 2,14 м) подводной части плита сужалась до толщины 127 мм. Пояс укладывался на 19-мм обшивку на бетонной подкладке и имел наклон наружу в 12°. Так как осадка авианосца была ниже, чем у линейного крейсера, высота пояса была уменьшена на 0,3 м. Носовая траверзная переборка имела толщину 178 мм на верхней и 127 мм на нижней кромке. Кормовая имела постоянную 178-мм толщину.
Главная броневая палуба шла по верхнему краю броневого пояса над погребами и механизмами и состояла из двух слоёв STS — верхнего 32- и нижнего 19-мм. Нижний слой проходил по всей ширине корпуса, а верхний только между противоторпедными переборками. Колосниковые решётки прикрывались сверху 19-мм плитами.
Гребные электродвигатели и рулевые механизмы прикрывались карапасной броневой палубой. Она имела длину 41,5 м и проходила на 1,4 ниже броневой. В начале она имела горизонтальный участок шириной 14,5 м, который сужался к корме. Он состоял из двух слоёв STS — нижнего толщиной 19 мм и верхнего 57 мм. К бортам под углом 45° шли скосы из STS толщиной 95 мм на 19-мм подложке из той же стали. На последних 7,3 метра палуба шла горизонтально, без скосов, но под ней находилась траверзная переборка толщиной 127 мм из поверхностно упрочнённой брони. В самом конце палуба прикрывалась двухслойной треугольной плитой — 38-мм STS на 19-мм подложке из конструкционной стали.
Боевая бронированная рубка располагалась за второй башней главного калибра на высоте 6 м над полётной палубой. Её передняя стенка была полукруглой и имела толщину 57 мм, остальные стенки выполнялись из плоских плит толщиной 51 мм. Между рубкой и броневой палубой шла коммуникационная труба со стенками 51-мм толщины. Башни главного калибра имели 19-мм противоосколочное бронирование.
Противоторпедная защита (ПТЗ) состояла из противоторпедных булей и шести вертикальных продольных переборок из конструкционной стали толщиной от 13 до 19 мм. Они проходили вдоль корпуса на разной высоте и длине. В наиболее ответственных участках защита имела четыре переборки, проходившие от двойного дна до броневой палубы. В самой широкой части — в районе миделя, у котельных отделений — глубина ПТЗ от внешней обшивки буля до стенки отсека составляла 4,78 м. По расчётам, она выдерживала торпеду с зарядом, эквивалентным 182 кг ТНТ.
Компенсацией относительно слабой ПТЗ служило хорошее деление на отсеки — под броневой палубой их находилось 484. Самыми большими были два машинных отделения эквивалентным объёмом 2300 т солёной воды. По бокам машинных шли 8 котельных отделений эквивалентным объёмом от 292 до 341 тонны. Для исправления крена и дифферента служила система контрзатопления. Прямое откачивание воды насосами не производилось. Опорожнение отсеков производилось перепусканием воды из отсека в отсек или продувка отсека сжатым воздухом, как на подлодках.
Теоретически затопление всех котельных отделений одного борта приводило к крену 12,5° и увеличению осадки носом на 0,53, а кормой на 0,22 м. При осадке в 8,45 м крен в 5° вызывал погружение под воду верхней части броневого пояса, при 8° погружалась под воду верхняя часть буля, а при 15° вода доходила до нижнего ряда иллюминаторов. В войну часть из них заделали для повышения водонепроницаемости корпуса.

### Вооружение

#### Артиллерийское
Артиллерию главного калибра составляли восемь 203-мм орудий Mk.14. Орудия Mk.14 имели длину ствола в 55 калибров (11 176 мм) и начальную скорость снаряда в 845 м/с. Орудия размещались в двухорудийных башенных установках, аналогичных предназначавшимся для тяжёлых крейсеров, за исключением отсутствия броневой защиты. Они располагались линейно-возвышенно в оконечностях «острова». Установки орудий позволяли их наведение в вертикальной плоскости в пределах от −5° до +41°, что обеспечивало им дальность стрельбы до 29 км. Заряжание — картузное, практическая скорострельность — до 5 выстрелов в минуту. В годы Второй мировой войны, в связи с изменившимися взглядами на применение авианосцев и для усиления авиационного вооружения, все 203-мм артустановки с авианосцев были сняты: с «Саратоги» — в феврале во время ремонта в Бремертоне, а с «Лексингтона» — в апреле 1942 года во время ремонта в Перл-Харборе. Их орудия были установлены на береговых батареях острова Оаху для защиты Перл-Харбора.
Зенитная артиллерия дальнего действия на авианосце по проекту состояла из двенадцати 127-мм пушек Mk.19. При длине ствола в 25 калибров они обеспечивали снаряду начальную скорость в 644 м/с при дальности стрельбы по надводным целям до 13,3 км и досягаемости по высоте до 8,4 км. Орудия размещались в одиночных лафетных установках без броневого прикрытия, обеспечивавших им углы наведения от −5° до +85° и располагавшихся по три в спонсонных галереях в носовой и кормовой частях побортно. Скорострельность 127-мм орудий составляла до 6 выстрелов в минуту. «Саратога» в ходе ремонта в феврале 1942 года получила четыре двухствольных башенных установки Mk.32 новых 127-мм зенитных орудий Mk.12. Они размещались в спаренных башенных установках на том же месте, что и снятые 203-мм орудия. При длине ствола в 38 калибров начальная скорость их снаряда составляла 792 м/с, а дальность стрельбы по горизонтали и досягаемость по высоте возросли, соответственно, до 16,65 км и 11,3 км. Значительно увеличилась и скорострельность, составившая до 10 выстрелов в минуту на ствол. Помимо этого, 127-мм орудия Mk.19 «Саратоги» заменили на восемь одиночных установок Mk.30 с 127-мм орудиями Mk.12. Углы наведения всех новых установок составляли от −5° до +85°. «Лексингтон» же оставался с неизменным вооружением из двенадцати орудий Mk.19 вплоть до своей гибели.
Кроме этих орудий, при постройке на каждом корабле были установлены 4 салютных 57-мм пушки (позже две сняли). Зенитной артиллерии малого калибра первоначально не было. Только в 1936 году «Лексингтон» получил 28, а «Саратога» 16 12,7-мм пулемётов. На обоих 12 штук устанавливались в четырёх спонсонах по обоим бортам под полётной палубой, ближе к оконечностям, чем 127-мм зенитки, ещё четыре на крышах верхних башен и надстройке. Кроме них, на «Лексингтоне» 12 пулемётов располагались на площадке вокруг дымовой трубы.
В 1940 году на корабли временно установили по 5 зенитных 76-мм орудий с длиной ствола 50 калибров. Одно располагалось между трубой и надстройкой, два в носу перед спонсонами пулемётов и два в корме между 127-мм зенитками и пулемётами. Орудия оказались неэффективными, и их заменили на пять четырёхствольных «чикагских пианино» — 28-мм зенитных автомата. К декабрю 1941 года «Лексингтон» нёс 28 пулемётов. Перед гибелью на нём стояли 12 счетверённых 28-мм автоматов и 18 20-мм «Эрликонов» в одиночных установках.
К началу войны на «Саратоге» все 12,7-мм пулемёты сняли и установили 32 20-мм «Эрликона». Во время ремонта в феврале — мае 1942 года, кроме замены 127-мм орудий, на «Саратогу» в дополнение к 5 «чикагским пианино» должны были установить 4 спарки 40-мм «Бофорсов». Но промышленность не справлялась с производством «Бофорсов», поэтому с верфи «Саратога» ушла с 9 счетверёнными 28-мм установками и теми же 32 «Эрликонами». Во время второго ремонта, после торпедирования в 1942 году, на «Саратоге» все 28-мм установки заменили на 9 счетверённых 40-мм «Бофорсов», а количество «Эрликонов» довели до 52.
Во время ремонта в Хантер Пойнт с конца 1943 по январь 1944 года количество счетверённых установок Мк 2 40-мм «Бофорсов» довели до 23. Семь установок установили по левому борту на месте шлюпок, ещё две в нишах по левому борту. Три установки поставили вместо «Эрликонов» у подножия дымовой трубы на полётной палубе. Две оставшиеся установки установили спереди вместо 20-мм автоматов на обоих бимсах. По левому борту на спонсонах напротив мостика установили две спарки 40-мм «Бофорсов» в установках Мк 1. При этом количество «Эрликонов» сократилось до шестнадцати. Они стояли в корме чуть ниже полётной палубы. Количество установленных 40-мм стволов — 96 — оказалось самым большим в мире. На остальных кораблях их количество никогда не превышало 80.
Управление артиллерийским огнём
203-мм орудия обслуживались шестиметровым дальномером, установленным на крыше ходовой рубки. Ещё два таких дальномера стояли во второй и третьей башнях.
Установленные позднее батареи 127-мм/38 орудий имели систему управления артогнём типа Mk.37 mod 42 с двумя башенками командно-дальномерных постов (КДП). Первый располагался наверху надстройки, а второй на площадке у задней кромки трубы. КДП системы Мк.37 первоначально оснащались радарами типа FD, позже получившего обозначение Мк.4. Антенна радара состояла из двух полуцилиндров, в профиль напоминая букву W. В сентябре 1944 года на КДП были дополнительно установлены антенны Mk.22 оживальной формы для обнаружения низковысотных целей. В отличие от общепринятой практики при этой модернизации радары Мк.4 не были заменены на более совершенные Мк.12.
Между второй башней и боевой рубкой имелся ещё дальномер с базой 2,5 м. Он был установлен в цилиндрическом кармане и потому мог использоваться только для наведения по воздушным целям.
На каждый 28-мм и 40-мм автомат имелся КДП системы управления огнём Мк.51. При установке 28-мм автоматов устанавливалась система Мк.51 мод.1. При замене 28-мм на 40-мм автоматы она проходила модернизацию до уровня Мк.51 мод 2. Несмотря на то, что к 1945 году большинство американских кораблей имели радарные системы управления огнём Mk.14 для 40-мм «Бофорсов», на «Саратоге» их не установили. Вполне возможно, что посчитали это необязательным для, по сути, учебного корабля. Это чуть было не стало причиной её гибели в 1945 году во время атаки камикадзе. Кроме того, 127-мм и 40-мм орудия могли вести огонь индивидуально.
Радарное вооружение
В 1942 году на обоих кораблях установили поисковые радары СХАМ-1. Его антенна располагалась на платформе спереди верхней кромки дымовой трубы. На «Саратоге» на дымовой трубе отсутствовал дефлектор, поэтому она располагалась чуть ниже, чем на «Лексингтоне». «Саратога» во время ремонта в 1942 году получила дополнительные радары. На задней кромке трубы установили антенну радара для ближнего поиска воздушных целей SC-1. Небольшая усечённая параболическая антенна работавшего в S-диапазоне радара SG-1 для поиска надводных целей стояла на платформе на фок-мачте. К январю 1944 года «Саратога» получила систему распознавания «свой-чужой» (англ. IFF - «Identification, Friend or Foe») и систему привода собственных самолётов. Радар СХАМ-1 был заменён радаром SK, работавшим в P-диапазоне. Его большая антенна была плоской и имела форму квадрата. Поверх неё шла антенна BL системы распознавания «свой-чужой». Радар SC-1 был заменён на SC-3, работавший в P-диапазоне. Его антенна была плоской и прямоугольной, и поверх неё также стояла антенна системы распознавания. Антенны радаров SK и SC-3 стояли на тех же местах, что и у их предшественников.
Новая укороченная мачта была установлена на задней части дымовой трубы, ближе к центру от антенны SC-3. На ней были установлены антенна радара SG-1 и на самом верху антенна YE системы привода самолётов. Прямоугольная антенна системы привода самолётов YG была размещена на платформе, выступавшей слева от козырька дымовой трубы. 610-мм антенны среднечастотных пеленгаторов — англ. Medium Frequency Direction Finder (MFDF) — располагались на верхнем мостике и под кормовым КДП Mk 37. В сентябре 1944 года, кроме установки радаров Мк 22 на директоры Мк 37, было изменено положение антенн. Антенна SK была размещена выше на фок-мачте. Выше неё также была перенесена носовая антенна для радара SG-1. На место антенны SK была установлена параболическая узконаправленная антенна радара SM. Радар применялся для низковысотного поиска целей и определения их высоты и использовался для наведения истребителей.
| Изменение состава артиллерийского вооружения | Изменение состава артиллерийского вооружения | Изменение состава артиллерийского вооружения | Изменение состава артиллерийского вооружения | Изменение состава артиллерийского вооружения | Изменение состава артиллерийского вооружения | Изменение состава артиллерийского вооружения | Изменение состава артиллерийского вооружения | Изменение состава артиллерийского вооружения |
| Корабль                                      | Дата                                         | 203-мм/55                                    | 127-мм/25                                    | 127-мм/38                                    | 40-мм/56                                     | 28-мм/74                                     | 20-мм/70                                     | 12,7-мм                                      |
| -------------------------------------------- | -------------------------------------------- | -------------------------------------------- | -------------------------------------------- | -------------------------------------------- | -------------------------------------------- | -------------------------------------------- | -------------------------------------------- | -------------------------------------------- |
| «Лексингтон»                                 | декабрь 1941                                 | 4×2                                          | 12×1                                         | —                                            | —                                            | 5×4                                          | __                                           | 28×1                                         |
| «Лексингтон»                                 | апрель 1942                                  | —                                            | 12×1                                         | —                                            | —                                            | 12×4                                         | 22×1                                         | 28×1                                         |
| «Саратога»                                   | декабрь 1941                                 | 4×2                                          | 12×1                                         | —                                            | —                                            | 5×4                                          | 32×1                                         | --                                           |
| «Саратога»                                   | июнь 1942                                    | —                                            | —                                            | 4×2+8×1                                      | 4×4                                          | 5×4                                          | 30×1                                         | --                                           |
| «Саратога»                                   | ноябрь 1942                                  | —                                            | —                                            | 4×2+8×1                                      | 9×4                                          | —                                            | 52×1                                         | --                                           |
| «Саратога»                                   | январь 1944                                  | —                                            | —                                            | 4×2+8×1                                      | 23×4+2×2                                     | —                                            | 16×1                                         | --                                           |

#### Авиационное вооружение
Оборудование
Стальная полётная палуба авианосцев была покрыта обшивкой из отборного тика. Первоначально в носовой части по правому борту находилась 47-метровая катапульта. Она сообщала самолётам массой до 5 тонн скорость 89 км/ч. Но так как длина полётной палубы позволяла без проблем взлетать любому существующему самолёту, в 1934 году её сняли. Только в 1944 году, в связи с возросшей длиной разбега тяжёлых самолётов, «Саратогу» оснастили двумя гидравлическими катапультами. Правая находилась чуть впереди левой.
К 1941 году оба авианосца получили по восемь тросовых аэрофинишёров в носу и корме и по четыре аварийных барьера. В 1945 году на «Саратоге» было 9 аэрофинишёров и 5 барьеров в корме и один аэрофинишёр в носу. Для защиты от ветра и брызг вдоль полётной палубы находились откидные сетчатые щиты. При приёмке самолётов эти щиты были откинуты за борт, что давало дополнительную страховку для самолётов, падающих за борт при аварийной посадке. Во время войны эти сети использовались также для экстренной парковки самолётов. Самолёты парковались перпендикулярно оси корабля — основными колёсами опираясь на палубу, а хвостовым колесом на откинутую сетку.
Для погрузки/разгрузки грузов в порту, в том числе самолётов, с правого борта впереди надстройки был размещён кран. Груз весом 6 т он поднимал со скоростью 24 м/с, а 10 т — 12 м/с. Для подъёма боезапаса на палубу использовались лифты — два бомбовых и один торпедный. Авианосцы оснащались двумя гидравлическими самолётоподъёмниками фирмы «Отис Компани». Носовой 8-тонный подъёмник имел габариты 9,15×18,3 м и обеспечивал подъём 6 т со скоростью 0,6 м/с. Кормовой, предназначавшийся для подъёма истребителей, был меньше. Его грузоподъёмность составляла 3 тонны, а размеры 9,15×10,98 м. Носовой подъёмник оснащался дополнительным откидным люком 6×8 м для подъёма самолётов с длинным фюзеляжем. На «Саратоге» во время ремонта повреждений после атаки камикадзе у Иводзимы был установлен новый подъёмник площадью 13,4 м². Кормовой самолётоподъёмник при этом сняли. На его месте разместили дополнительные кубрики и учебные классы.
Размещение и объём цистерн для хранения авиационного топлива диктовалось схемой ПТЗ, в полостях которой они, собственно, и размещались. Две цистерны для хранения масла имели ёмкость 1992 футов³ (56,4 м³). Авиационный бензин хранился в восьми цистернах, шесть из которых были двойными. Их общий объём составлял 21 790 футов³ (617 м³). Размещаемый на авианосце запас авиатоплива при этом колебался от 354 до 436 т. На ангарной и полётной палубах были оборудованы несколько постов заправки самолётов.
Авиагруппа
| Характеристики палубных самолётов ВМС США, находившихся на вооружении в 1928 году | Характеристики палубных самолётов ВМС США, находившихся на вооружении в 1928 году | Характеристики палубных самолётов ВМС США, находившихся на вооружении в 1928 году | Характеристики палубных самолётов ВМС США, находившихся на вооружении в 1928 году | Характеристики палубных самолётов ВМС США, находившихся на вооружении в 1928 году | Характеристики палубных самолётов ВМС США, находившихся на вооружении в 1928 году | Характеристики палубных самолётов ВМС США, находившихся на вооружении в 1928 году |
| Тип                                                                               | FB-5                                                                              | F6C-3                                                                             | F6-C4                                                                             | NY-2                                                                              | UO-5                                                                              | T3M-2                                                                             |
| Тип                                                                               | Истребитель                                                                       | Истребитель                                                                       | Истребитель                                                                       | учебно- тренировочный                                                             | разведчик                                                                         | торпедоносец                                                                      |
| --------------------------------------------------------------------------------- | --------------------------------------------------------------------------------- | --------------------------------------------------------------------------------- | --------------------------------------------------------------------------------- | --------------------------------------------------------------------------------- | --------------------------------------------------------------------------------- | --------------------------------------------------------------------------------- |
| Всего на 1 июля 1928 года                                                         | 26                                                                                | 31                                                                                | 28                                                                                | 108                                                                               | 68                                                                                | 96                                                                                |
| размах×длина, м                                                                   | 9,7×7,2                                                                           | 9,6×7                                                                             | 9,6×6,8                                                                           | 12,2×9,6                                                                          | 10,4×8,7                                                                          | 17,2×13                                                                           |
| мощность двигателя, л. с.                                                         | 525                                                                               | 400                                                                               | 410                                                                               | 220                                                                               | 220                                                                               | 730                                                                               |
| скорость, км/ч                                                                    | 272                                                                               | 248                                                                               | 249                                                                               | 162                                                                               | 196                                                                               | 170                                                                               |
| Дальность, миль                                                                   | 249                                                                               | 341                                                                               | 321                                                                               | 246                                                                               | 418                                                                               | 363                                                                               |
| Экипаж, человек                                                                   | 1                                                                                 | 1                                                                                 | 1                                                                                 | 2                                                                                 | 2                                                                                 | 2                                                                                 |
| масса самолёта, кг                                                                | 1450                                                                              | 1344                                                                              | 1263                                                                              | 1264                                                                              | 1258                                                                              | 4633                                                                              |
| полезная нагрузка, кг                                                             | 354                                                                               | 364                                                                               | 365                                                                               | 317                                                                               | 420                                                                               | 1680                                                                              |
| пулемётное вооружение                                                             | 1×12,7 мм 1×7,62 мм                                                               | 1×12,7 мм 1×7,62 мм                                                               | 1×12,7 мм 1×7,62 мм                                                               | 2×7,62 мм                                                                         | 3×7,62 мм                                                                         | 3×7,62 мм                                                                         |

По проекту состав авиагруппы насчитывал 72 самолёта, из них 32 бомбардировщика. Адмирал Ривз, один из родоначальников американской палубной авиации, стремился максимально увеличить количество самолётов на авианосцах. Путём различных ухищрений количество самолётов на борту было доведено до 120. При этом 45 из них находились в разобранном состоянии в хранилище. Обычно же состав авиагруппы насчитывал 80—90 машин. При этом с развитием авиации самолёты становились всё больше в размерах и тяжелее. Поэтому количество их на борту постепенно уменьшалось. На момент атаки на Перл-Харбор авиагруппы авианосцев насчитывали по 72 самолёта. В августе 1942 года «Саратога» несла 88 самолётов. К концу войны в январе 1945 года на «Саратоге» размещались 74 самолёта.
В начале службы состав авиагруппы был разнообразным, и количество самолётов одного типа редко превышало дюжину. В состав авиагруппы входили истребители-бипланы FB-5, F6C-3 и F6C-4; учебно-тренировочные NY-2, разведчики-бомбардировщики UO-5, О2U-1 и О2U-2; бомбардировщики-торпедоносцы T3M-2 и T4M-1.
| Состав авиагруппы «Лексингтона» в 1936 году | Состав авиагруппы «Лексингтона» в 1936 году | Состав авиагруппы «Лексингтона» в 1936 году | Состав авиагруппы «Лексингтона» в 1936 году |
| самолёты                                    | готовые к вылету                            | частично разобранные                        | в хранилище                                 |
| ------------------------------------------- | ------------------------------------------- | ------------------------------------------- | ------------------------------------------- |
| истребитель F2F-1                           | 18                                          | 6                                           | 3                                           |
| бомбардировщик F4B-4                        | 18                                          |                                             |                                             |
| разведчик SBU-1                             | 20                                          | 2                                           | 8                                           |
| торпедоносец BG-1                           | 18                                          | 2                                           | 7                                           |
| вспомогательный JF-1                        | 2                                           | 1                                           |                                             |
| вспомогательный О2U-3                       | 3                                           |                                             | 1                                           |
| ИТОГО                                       | 79                                          | 11                                          | 19                                          |

С середины 1930-х годов для нужд ВМС США создавались несколько типов новых палубных самолётов. В 1937 году впервые взлетел истребитель F2A «Баффало». К началу войны он считался уже устаревшим и заменялся на истребитель F4F-3 «Уайлдкэт». Из всех американских авианосцев в декабре 1941 года «Баффало» входили в состав авиагруппы только «Лексингтона», но к началу боевых действий они также были заменены на «Уайлдкэты». F4F обладал несколько худшими лётными характеристиками по сравнению с японским основным палубным истребителем «Зеро», но при этом он обладал большей живучестью и в руках умелого лётчика был грозным противником. В середине войны «Уайлдкэты» были заменены более современными F6F «Хеллкэт».
К началу войны функции разведывательных самолётов стали выполнять пикирующие бомбардировщики. Не отличавшиеся прекрасными характеристиками SB2U «Виндикейтор» и бипланы SBC на палубах авианосцев сменили пикировщики SBD «Доунтлес». Эта отличная машина по всем характеристикам превосходила японский «Вэл» и входила в состав разведывательных и бомбардировочных эскадрилий. К началу войны основным торпедоносцем американского флота был TBD «Девастейтор». Этот самолёт уступал более современному японскому B5N «Кейт» по всем показателям. В 1942 году его сменил TBF/ТВМ «Эвенджер».
Номенклатура авиационных боеприпасов менялась со временем. В 1920-х годах истребители были приспособлены для бомбометания 30-фунтовых (13,6-кг) бомб. Перед Второй мировой войной 30-фунтовые бомбы убрали, а истребители были оборудованы для использования 100-фунтовых (45-кг) авиабомб. Пикирующие бомбардировщики к этому времени могли нести 500- и 1000-фунтовые авиабомбы (227- и 454-кг). Поэтому хранимый авиационный боезапас, ограничиваясь вместительностью хранилищ, менялся со временем. В 1936 году на «Лексингтоне» он включал 804 100-фунтовых (45-кг), 391 500-фунтовую (227-кг), 240 1000-фунтовых (454-кг) бомб и 36 торпед.
| Изменение состава авиагруппы по годам | Изменение состава авиагруппы по годам | Изменение состава авиагруппы по годам | Изменение состава авиагруппы по годам | Изменение состава авиагруппы по годам | Изменение состава авиагруппы по годам | Изменение состава авиагруппы по годам | Изменение состава авиагруппы по годам |
| Корабль                               | Дата                                  | Авиагруппа                            | Состав эскадрилий                     | Состав эскадрилий                     | Состав эскадрилий                     | Состав эскадрилий                     | Состав эскадрилий                     |
| Корабль                               | Дата                                  | Авиагруппа                            | истребительная (VF)                   | бомбардировочная (VB)                 | разведывательная (VS)                 | торпедоносцев (VT)                    | ИТОГО                                 |
| ------------------------------------- | ------------------------------------- | ------------------------------------- | ------------------------------------- | ------------------------------------- | ------------------------------------- | ------------------------------------- | ------------------------------------- |
| «Лексингтон»                          | декабрь 1941                          | CVG-2                                 | 19 F2A-3                              | 16 SBD-2                              | 16 SBD-2                              | 12 TBD-1                              | 63                                    |
| «Саратога»                            | декабрь 1941                          | CVG-3                                 | 10 F4F-3                              | 21 SBD-2                              | 22 SBD-2                              | 12 TBD-1                              | 65                                    |
| «Лексингтон»                          | май 1942                              | CVG-2                                 | 22 F4F-3                              | 18 SBD-2/-3                           | 18 SBD-2/-3                           | 12 TBD-1                              | 70                                    |
| «Саратога»                            | июль 1942                             | CVG-3                                 | 34 F4F-4                              | 17 SBD-3                              | 17 SBD-3                              | 15 TBF-1                              | 83                                    |
| «Саратога»                            | август 1942                           | CVG-3                                 | 34 F4F-4                              | 19 SBD-3                              | 18 SBD-3                              | 16 TBF-1                              | 87                                    |
| «Саратога»                            | ноябрь 1942                           | CVG-3                                 | 34 F4F-4                              | 15 SBD-3                              | 14 SBD-3                              | 17 TBF-1                              | 76                                    |
| «Саратога»                            | июнь 1943                             | CVG-3                                 | 12 F4F-4                              | 24 SBD-3                              | 24 SBD-3                              | 24 TBF-1                              | 84                                    |
| «Саратога»                            | октябрь 1943                          | CVG-12                                | 37 F6F-3                              | 24 SBD-5                              | —                                     | 18 TBF-1                              | 79                                    |
| «Саратога»                            | март 1944                             | CVG-12                                | 27 F6F-3                              | 24 SBD-5                              | —                                     | 18 TBF-1                              | 69                                    |
| «Саратога»                            | январь 1945                           | CVG-12                                | 57 F6F-3 и −5                         | —                                     | —                                     | 18 TBM(N)                             | 75                                    |

### Энергетическая установка
Авианосцы типа «Лексингтон» унаследовали от линейных крейсеров турбоэлектрическую силовую установку мощностью 180 000 л. с. Паровая турбина с прямой передачей на винты обладала рядом недостатков. Турбина для повышения КПД должна была иметь обороты в несколько раз больше винта. При этом силовая установка рассчитывалась на один оптимальный режим, как правило, полного хода. На остальных режимах, в том числе крейсерском, КПД падал. Зубчатые редукторы на тот момент ещё не отличались требуемой надёжностью, обладая при этом высокой шумностью. Турбоэлектрическая установка состояла из турбогенераторов, вырабатывающих электроэнергию с передачей её по проводам на гребные электродвигатели. Электродвигатели занимали меньше места, чем турбины, позволяли отказаться от турбин заднего хода, и их можно было разместить дальше в корму. Поэтому гребные валы получились достаточно короткими — всего 14 % от длины корабля, что снижало вибрации. ЭУ позволяла иметь 17 различных вариантов запитки электродвигателей от турбогенераторов. Были у турбоэлектрической установки и свои недостатки — больший вес, сложность наладки и обслуживания, необходимость хорошей принудительной вентиляции для отвода тепла и влажного воздуха, опасность короткого замыкания при повышении влажности и затоплениях во время боя.
Машинные отделения располагались по центру, а котельные отделения по бокам от них. 16 водотрубных котлов располагались в 8 котельных отделениях — по 4 с каждого борта. Котлы с нефтяным отоплением — системы Ярроу на «Лексингтоне» и «Уайт-Фостерер» на «Саратоге». Они вырабатывали пар под давлением 21 атм и при температуре 237°С. По четыре дымохода с каждого борта были сведены в одну огромную дымовую трубу, придававшую авианосцам типа «Лексингтон» характерный и легко узнаваемый облик. Труба располагалась за надстройкой по правому борту, из-за чего дымоходы левого борта пришлось провести через всю ширину корпуса под броневой палубой. Труба имела длину 31,7 м и высоту 24,1 м. Во время ремонта в 1942 году высоту трубы на «Саратоге» уменьшили до 19,8 м. На «Лексингтоне» на её передней кромке был установлен дефлектор для защиты антенны радара от дыма.
В двух следующих друг за другом машинных отделениях размещались четыре паротурбинных электрогенератора производства фирмы «Дженерал Электрик». Ток от генераторов через четыре преобразователя постоянного тока в переменный поступал на восемь гребных электродвигателей, работавших на четыре вала.
Проектная мощность энергетической установки составляла 180 000 л. с., что по проекту обеспечивало авианосцам скорость в 33,25 узла. На сдаточных ходовых испытаниях «Лексингтон» развил 202 973 л. с. при скорости в 34,59 узла, а «Саратога» — 212 317 л. с. при 34,65 узла. На испытаниях 1928 года «Саратоге» удалось развить 212 702 л. с. и скорость в 34,99 узла.
Помимо главной энергетической установки на авианосце имелось шесть вспомогательных парогенераторов мощностью по 750 кВт с напряжением 240 В. Они использовались для питания освещения, приводов вентиляторов, пожарных насосов, самолётоподъёмников, рулевых машин, прожекторов и приборов управления артогнём. Общий вес механизмов составлял 8643 т, из них главная энергетическая установка занимала 7100 т.
Нормальный запас пресной воды для котлов, составлявший 800 т, хранился в 20 отсеках двойного дна, а дополнительный запас в 1177 т и 203 т воды для нужд экипажа хранились, соответственно, в 16 и 3 трюмных отсеках. Запас нефти изначально составлял 6668 т. На «Саратоге» после модернизации в 1942 году, за счёт установки дополнительного буля, запас топлива был увеличен до 9748 т. Запаса топлива обеспечивал расчётную дальность 2000 миль на 34-узловой скорости и 12 000 миль экономическим 14-узловым. Реальный запас хода был меньше. В 1945 году для «Саратоги» дальность при скорости в 25 узлов составляла 4600 миль, а на 15 узлах — 9500 миль.
Установка была достаточно надёжной. Так, «Лексингтон» совершил свой первый переход из Сан-Педро в Гонолулу за 72 часа 34 минуты, показав среднюю скорость 30,7 узла.

## Представители
| Название             | Номер | Судоверфь               | Закладка         | Спуск на воду  | Вступление в строй | Судьба                                               |
| -------------------- | ----- | ----------------------- | ---------------- | -------------- | ------------------ | ---------------------------------------------------- |
| Лексингтон Lexington | CV-2  | Bethlehem               | 8 января 1921    | 3 октября 1925 | 14 декабря 1927    | потоплен японской авиацией 8 мая 1942                |
| Саратога Saratoga    | CV-3  | верфь флота в Нью-Йорке | 25 сентября 1920 | 7 апреля 1925  | 16 ноября 1927     | потоплен при испытаниях ядерного оружия 25 июля 1946 |

## Служба

### Предвоенные годы. Выработка тактики действия авианосцев

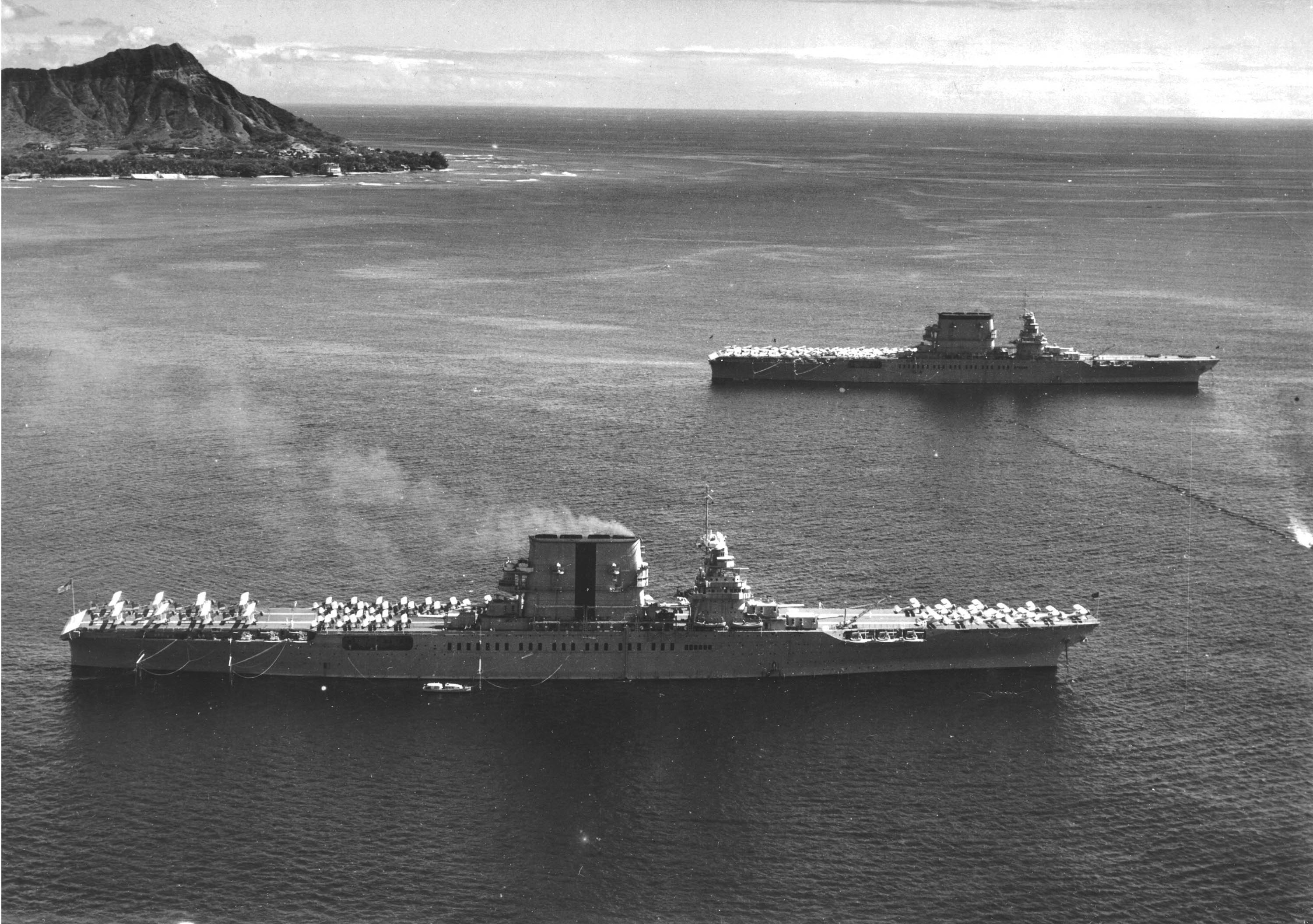
«Саратога» и «Лексингтон» проходят мимо кратера Дайамонд-Хед, направляясь на учения «Флит проблем XIV», 2 февраля 1933 года

Первый американский авианосец «Лэнгли» обладал слишком малой скоростью в 15 узлов. Появление «Лексингтона» и «Саратоги» позволило оценить мощь палубной авиации. Долгое время они оставались единственными боеспособными авианосцами американского флота; с их помощью отрабатывалась тактика использования палубной авиации. Американские линкоры проигрывали в скорости японским на 5—6 узлов, и первоначально считалось, что цель авианосцев — помешать маневрированию противника.
«Саратога» вошла в состав флота 16 ноября 1927 года. Примерно через месяц, 14 декабря, завершил приёмные испытания «Лексингтон». Каждый из них имел на борту по 4 эскадрильи, общая численность которых равнялась 72 самолётам. Контр-адмирала Джозефа М. Ривза, командующего воздушными силами Линейного Флота, это число не удовлетворяло. Вскоре после того, как авианосцы поступили в его распоряжение, он начал эксперименты с целью увеличения авиагрупп. Постепенно к марту 1929 года авиагруппа «Лексингтона» увеличилась до 120 истребителей и бомбардировщиков. Но Ривз считал, что в его ангар ещё можно втиснуть 30 самолётов. Он рассмотрел план, по которому каждый из 3 авианосцев — «Лексингтон», «Саратога» и «Лэнгли» — должен действовать только одним типом самолётов. Это облегчило бы обслуживание самолётов. Серия экспериментов убедила адмирала, что на «Саратоге» могут базироваться до 200 истребителей. Однако сам же Ривз высказался против такой новации, так как потеря одного авианосца лишала флот всех его истребителей, бомбардировщиков или торпедоносцев. Адмирал Ривз лично руководил погрузкой самолётов на «Лэнгли» и разместил на палубе 42 машины. При этом ещё оставалось свободное место для взлёта этих самолётов.
В 1929 году на ежегодных манёврах «Задачи флота IX» «Лексингтон» был включён в состав сил «голубых». Кроме него, ещё 4 линкора, 5 лёгких крейсеров, 29 эсминцев, 24 подводные лодки и авиация армии и флота должны были обеспечивать оборону Панамского канала. Всего они имели 152 самолёта, включая 18 гидросамолётов O2U-1 на линкорах и крейсерах и на берегу, 54 торпедоносца флота Т4М-1 и армейские 23 бомбардировщика и 18 истребителей. Нападавшие силы «чёрных» состояли из 10 линкоров, 1 лёгкого крейсера, 42 эсминцев, 15 подводных лодок. Первоначально в их состав должны были войти авианосцы «Саратога» и «Лэнгли». Но «Лэнгли» не успевал с ремонтом, поэтому его 24 самолёта должны были изображать гидросамолёты OL-8 с плавбазы «Арустук», а сами самолёты перелетели на «Саратогу». Силы «чёрных» насчитывали 126 самолётов, в том числе 29 гидросамолётов O2U-1. Многоцелевые самолёты OL-8 в количество пяти штук находились на плавбазе «Арустук», и по несколько машин на «Лексингтоне» и «Саратоге».
| Состав авиагрупп авианосцев на учениях 1929 года | Состав авиагрупп авианосцев на учениях 1929 года | Состав авиагрупп авианосцев на учениях 1929 года | Состав авиагрупп авианосцев на учениях 1929 года | Состав авиагрупп авианосцев на учениях 1929 года |
| Самолёты                                         | «Лексингтон»                                     | «Саратога»                                       | «Саратога»                                       | «Саратога»                                       |
| Самолёты                                         | «Лексингтон»                                     | Собственные                                      | Авиагруппа «Лэнгли»                              | Всего                                            |
| ------------------------------------------------ | ------------------------------------------------ | ------------------------------------------------ | ------------------------------------------------ | ------------------------------------------------ |
| истребитель F2B-1                                |                                                  | 18                                               |                                                  | 18                                               |
| истребитель F3B-1                                | 36                                               | 18                                               | 18                                               | 36                                               |
| торпедоносец Т4М-1                               | 18                                               | 18                                               |                                                  | 18                                               |
| разведчик O2U                                    | 9                                                | 9                                                | 6                                                | 15                                               |
| ИТОГО                                            | 63                                               | 63                                               | 24                                               | 87                                               |

Был принят план атаки, предложенный командующим «Саратогой» адмиралом Ривзом. Гидросамолёты с «Арустука», изображающие авиагруппу «Лэнгли», проведут атаку атлантического входа в канал. Из-за слишком большой дальности пилотам придётся приземлиться и сдаться. Тем временем «Саратога» сделает крюк к югу и поднимет свои самолёты для атаки тихоокеанского входа в канал. Атака с неожиданного направления, скорее всего, позволила бы обойти морские и воздушные патрули.
На высокой скорости сопровождать «Саратогу» мог только лёгкий крейсер «Омаха». 22 января 1930 года оба корабля отправились в поход. 25 января они встретили корабли «голубых». Посредниками было зафиксировано «потопление» артогнём «Саратоги» сначала эсминца, а затем лёгкого крейсера «Детройт». Последний успел передать сообщение, поэтому на перехват «голубыми» был отправлен «Лексингтон». Но он натолкнулся на линкоры «чёрных». Посредники не стали его «топить», но объявили, что скорость «Лексингтона» упала до 18 узлов. Поэтому он не успевал перехватить «Саратогу».
26 января в 4:58 с «Саратоги», находившейся в 140 милях от Панамского канала, взлетели 49 истребителей-бомбардировщиков F2B и F3B, 17 вооружённых бомбами торпедоносцев Т4М, 3 разведчика O2U и 1 гидросамолёт OL-8 для обеспечения связи между самолётами и авианосцем. Чуть позже с «Саратоги» ушла вторая волна из 13 бомбардировщиков O2U. Приблизительно в это же время с «Арустука» взлетел единственный гидросамолёт. По данным Вэйдла, все самолёты были подняты одной волной в период с 4:30 до 4:58. Подняв за раз в воздух 83 машины, «Саратога» установила непревзойдённый до сих пор рекорд для авианосцев.
Атака была полностью успешной. Самолёт с «Арустука», изображавший 24 самолёта с «Лэнгли», беспрепятственно «отбомбился» по атлантическому входу в канал. Находившиеся в воздухе несколько армейских истребителей с моторами с водяным охлаждением не смогли тягаться с флотскими истребителями с более мощным двигателями с воздушным охлаждением. Самолёты с «Саратоги» «уничтожили» тихоокеанский шлюз и аэродром. Четырём самолётам из-за неисправностей пришлось сесть на берегу, ещё у одного F3B кончилось топливо, и он приводнился. Пилота спасли корабли. Остальные 78 самолётов благополучно сели на авианосец.
К этому времени «Саратога» уже трижды была объявлена «потопленной». Её «атаковали» самолёты с «Лексингтона», подоспевшие линкоры «голубых» и подводная лодка «голубых», выпустившая 4 торпеды. Несмотря на это, воздушная мощь авианосцев оказала решительное воздействие на командование американского ВМФ. Главнокомандующий адмирал Г. А. Уайли: 

«Взлёт 83 самолётов с палубы „Саратоги“ утром 26 января навсегда останется в истории авиации как одно из самых знаменательных событий. Ни одна операция, проведённая когда-либо с плавучей авиабазы, не говорила так красноречиво в пользу авианосца как составляющей части флота».— 
Не обошлось и без казуса. Вылетевшие для контратаки армейские самолёты «голубых» по ошибке потопили «Лексингтон». Для того чтобы отличать авианосцы друг от друга, на трубе «Саратоги» была нанесена сплошная вертикальная полоса, а на трубе «Лексингтона» горизонтальная, по верхнему её краю.
В 1932 году учения флота проводились в гавайских водах. Отрабатывалась защита островов с воздуха и моря. Оба авианосца вошли в состав атакующей стороны. Эскадра под командованием адмирала Ярмута вышла из Калифорнии и на 17 узлах отправилась к Гавайским островам. Обороняющаяся сторона намеревалась в расчётной точке встречи дать генеральное сражение в традиционном стиле. Но Ярмут отправил вперёд на полной скорости «Лексингтон» и «Саратогу». 7 февраля перед рассветом в 40 милях от Оаху они подняли в атаку 152 самолёта. Внезапной атакой палубные самолёты полностью «уничтожили» сухопутные аэродромы, завоевав превосходство в воздухе. Однако главный посредник вынес заключение, что при наличии сильной авиации, защищающей остров, атака будет отбита, а сами авианосцы будут поражены. В ходе учений в 1937 и 1938 годах «Лексингтон» и «Саратога» опять добились успеха при внезапной атаке Оаху, «разрушив» верфи, аэродромы и потопив корабли в Пёрл-Харборе. Однако на эти результаты также обратили мало внимания, так как на тот момент главные силы Тихоокеанского флота располагались в Калифорнии. 7 декабря 1941 года за эту беспечность американцев наказали японцы.

## Вторая мировая война

### «Лексингтон»
В момент нападения японцев на Пёрл-Харбор «Лексингтон» находился в 425 милях восточнее него, занимаясь доставкой пикировщиков «Виндикейтор» на остров Мидуэй. После Пёрл-Харбора американские авианосцы предприняли ряд рейдов на захватываемые японцами острова в Тихом океане, надеясь замедлить их продвижение. Истребительная эскадрилья «Лексингтона» перевооружалась с «Баффало» на «Уайлдкэты»; первые рейды провели «Йорктаун» и «Энтерпрайз». 20 февраля 1942 года «Лексингтон» попытался нанести удар по Рабаулу. Но ещё на подходе он был обнаружен японским разведывательным самолётом. Операцию пришлось свернуть, а на отходе авианосец подвергся удару базовой авиации. Японские бомбардировщики G4M атаковали в двух волнах. В первой волне участвовало 9 машин, все они были сбиты, из них семь истребителями. Вторую волну встретили только два истребителя и её машины смогли выйти в атаку на авианосец, но их атака завершилась безрезультатно. Тем не менее 6 из них были сбиты, в том числе 4 истребителями. 10 марта 1942 года «Лексингтон» вместе с «Йорктауном» нанесли удар по японскому десанту, высадившемуся у Лаэ и Саламуа на Новой Гвинее. В апреле 1942 года авианосец прошёл ремонт в Перл-Харборе, в процессе которого с него были сняты 203-мм орудия.
Вернувшись в южные воды Тихого океана, «Лексингтон» вместе с «Йорктауном» принял участие в сражении в Коралловом море 7—8 мая 1942 года. 7 мая самолёты с «Лексингтона» провели скоординированную атаку пикировщиков и торпедоносцев и повредили японский авианосец «Сёхо». Но в ответ 8 мая самолёты с японских ударных авианосцев «Сёкаку» и «Дзуйкаку», атаковав американское соединение, повредили «Лексингтон». В левый борт попало 2 торпеды. Кроме них, в корабль попало ещё две 60-килограммовые бомбы, не причинившие особых повреждений. Пожары были потушены, но из-за сотрясений от торпедных попаданий произошла утечка авиационного бензина, хранившегося в системе ПТЗ. Пары бензина смещались с воздухом, что в результате привело к серии внутренних взрывов. После шести часов борьбы за живучесть команда покинула «Лексингтон», и он был добит торпедами эсминцем «Фелпс». Потери экипажа составили 26 офицеров и 190 матросов.

### «Саратога»
В момент атаки японцев на Пёрл-Харбор «Саратога» находилась в Сан-Диего на погрузке 18 «Брюстеров» из VMF-221, которые она должна была доставить на Уэйк. Но японцы захватили Уэйк до того, как «Саратога» смогла доставить помощь. 11 января 1942 года авианосец был атакован японской подводной лодкой I-16. В результате попадания были затоплены три котельных отделения. Ремонт до конца мая 1942 года производился в Бремертоне, штат Вашингтон. «Саратога» прибыла в Пёрл-Харбор только 6 июня 1942 года, из-за чего не успела принять участие в сражении за Мидуэй. В дальнейшем несла службу в южной части Тихого океана. Прикрывала высадку десанта на Гуадалканале 7 августа 1942 года. Затем приняла участие в сражении у Восточных Соломоновых островов 24 августа 1942 года. Самолётами из состава её авиагруппы был потоплен японский лёгкий авианосец «Рюдзё». 31 августа 1942 года торпедирована подлодкой I-26. Было затоплено одно котельное отделение. Авианосец прошёл ремонт и модернизацию в Пёрл-Харборе с сентября по конец ноября 1942 года. После ремонта «Саратога» опять действовала в районе Соломоновых островов. Занималась сопровождением конвоев и нанесением ударов по береговым целям с января по май 1943 года. В июне — июле 1943 года занималась обеспечением высадки десанта на острове Нью-Джорджия. Вернулась в Пёрл-Харбор и с конца августа по начало сентября занималась подготовкой новой авиагруппы.
Затем прибыла в район Соломоновых островов, где с 1 по 2 ноября 1943 года прикрывала десант на остров Бугенвиль. Наносила удары по Рабаулу 5 и 11 ноября 1943 года. Во второй половине ноября приняла участие в операции по захвату островов Гилберта. Конец 1943 года провела на ремонте в Сан-Франциско. Вернувшись в зону боевых действий, авианосец в январе — феврале 1944 года принимал участие в высадке на Маршалловых островах, наносил удары по островам Вотье, Тароа, Эниветок. 19 апреля 1944 года «Саратога» нанесла удар по Сабангу на острове Суматра, а 17 мая — по Сурабае. С июля по сентябрь 1944 года находилась на ремонте в Бремертоне. Переоборудована для действий ночных истребителей. С октября 1944 по январь 1945 года проводила подготовку авиагруппы.
С 16 по 17 февраля авианосец наносил удары по целям в районе Токио и Йокогамы. С 19 по 21 февраля прикрывал высадку на Иводзиме. 21 февраля 1945 года тяжело повреждён попаданием 4 бомб и двух камикадзе. Потери экипажа — 123 убитых и 192 раненых. Ремонтировался в Бремертоне с марта по май 1945 года. После окончания войны авианосец использовался для перевозки войск домой. Из-за низкой боевой ценности был списан и принял участие в качестве корабля-цели в испытаниях ядерного оружия у атолла Бикини. 1 июля 1946 года во время испытаний «Эйбл» был только легко повреждён. После взрыва «Бейкер» 25 июня 1946 года «Саратога» затонула и по сегодняшний день находится на дне атолла Бикини.

## Оценка проекта
Так как авианосцы планировалось использовать в составе крейсерских разведывательных групп, их вооружение и бронирование должно было соответствовать тяжёлому крейсеру. К началу Второй мировой войны стало ясно, что для авианосца эти требования излишни. К тому же это вызвало ряд проблем при компоновке. Для компенсации веса надстройки и тяжёлых башен 203-мм орудий пришлось расположить большинство топливных цистерн по левому борту. Они должны были заполняться забортной водой по мере опорожнения. На более поздних авианосцах эту проблему решали увеличением свеса полётной палубы с противоположного борта. На практике оказалось, что для сохранения остойчивости цистерны правого борта на «Лексингтонах» нельзя было заполнять полностью, а левого, в свою очередь, полностью опорожнять. Это всё повлекло за собой снижение дальности плавания, очень важной характеристики для действующих в океане авианосцев.
К началу Второй мировой войны стало очевидно, что основным ударным вооружением авианосцев являются самолёты, и 203-мм орудия сняли, увеличив зенитное вооружение. При этом столкнулись с обратной проблемой — теперь цистерны левого борта пришлось заправлять не полностью. На «Саратоге» эту проблему смогли решить только во время модернизации, установив буль по правому борту.
Чрезмерным для авианосца было и бортовое бронирование. Его можно было использовать на усиление ПТЗ либо бронирование полётной палубы. Американские конструкторы, в отличие от британских, предпочитали не бронировать полётную палубу. Аргументировалось это тем, что при принятой в американском флоте большой высоте ангаров верхний вес оказывался чрезмерным, резко уменьшая остойчивость. Да и в ходе войны американцам неоднократно удавалось ремонтировать повреждения палубы в море, в то время как британцам приходилось идти для ремонта на верфь. Тем не менее на последней военной серии авианосцев типа «Мидуэй» американцы всё же применили бронированную полётную палубу.
Особенностью «Лексингтонов», обусловленной использованием корпуса линейного крейсера, стало применение закрытого ангара. На следующем авианосце «Рейнджер» был применён ангар открытого типа. Это позволяло получить ангар большей площади и прогревать моторы самолётов в ангаре, что ускоряло процесс подъёма их в воздух, а также снимало проблемы с внутриангарной вентиляцией и быстрым удалением горящих материалов за борт. Поэтому схема, использованная на «Лексингтонах», развития не получила, и в дальнейшем американцы строили авианосцы или с ангаром открытого типа или с роллинг-воротами..
Недостатком было и наличие всего двух подъёмников. При этом их не было в корме, что, по всей видимости, обусловлено тактическим воззрениями 1920—1930-х годов. Тогда считалось, что авианосец будет поднимать в воздух сразу все самолёты, предварительно припаркованные в кормовой части палубы. Два подъёмника имел и «Рейнджер». Но с ростом габаритов самолётов и длины их пробега они все перестали помещаться на палубе. И для ускорения взлётно-посадочных операций стала цениться скорость подъёма самолётов из ангара. Начиная с «Йорктауна» американские авианосцы имели по три самолётоподъёмника. К концу войны «Саратога», несмотря на огромную палубу, не могла обеспечивать необходимый темп взлётно-посадочных операций. Этим и обусловлено её использование в конце войны на второстепенных ролях в качестве авианосца для проведения ночных операций. После повреждения от камикадзе у Иводзимы подъёмник остался один, и боевая эффективность упала настолько, что корабль стал использоваться в качестве учебного.
Одним из слабых мест «Лексингтона» была система ПТЗ. Мало того, что по меркам Второй мировой войны подводная защита от взрыва 182 кг ТНТ была уже недостаточной, и при торпедном попадании авианосец должен был больше рассчитывать на развитую систему борьбы за живучесть и хорошее деление на отсеки, чем на стойкость ПТЗ. Проблемой стало и использование полостей ПТЗ для хранения авиационного топлива. В результате во время боя в Коралловом море на «Лексингтоне» цистерны и трубопроводы получили повреждения в результате торпедного попадания. И взрыв скопившихся паров авиационного бензина затем стал основной причиной гибели авианосца. Ещё одним недостатком, возможно, ставшим одной из причин гибели корабля, стала плохая манёвренность авианосцев типа «Лексингтон». Из-за больших размеров и большого соотношения длины к ширине (8:1) диаметр тактической циркуляции составлял 1780 м против 722 м у авианосцев типа «Йорктаун».
Авианосцы типа «Лексингтон» стали самыми крупными авианосцами, переоборудованными из капитальных кораблей по условиям Вашингтонского соглашения. Хотя это решение и было больше политическим, оно сыграло огромную роль в становлении палубной авиации. Огромные размеры «Лексингтона» и «Саратоги» позволили авиационным конструкторам безболезненно увеличивать размеры и боевую мощь самолётов, способствуя развитию морской авиации. Большая самолётовместимость и высокая скорость обеспечили широкие тактические возможности авианосцев, заставив штабных специалистов переосмыслить тактику их применения и роль в будущих морских боях. «Лексингтон» не был лишён недостатков. Следующими за переоборудованными из капитальных кораблей стали авианосцы специальной постройки. «Рейнджер» при гораздо меньшем водоизмещении нёс практически то же количество самолётов, что и «Лексингтон», и казался более выгодным приобретением для флота. Но опыт эксплуатации обоих авианосцев показал, что для американской доктрины использования палубной авиации более подходит крупный мореходный авианосец, способный в любую погоду за один приём быстро поднять большую группу самолётов. Гигантский «Лексингтон», несмотря на все свои недостатки, лучше подходил для этой роли. Поэтому «Рейнджер» считается, скорее, экспериментальным авианосцем и во Второй мировой войне использовался на второстепенных театрах боевых действий. А полноценным авианосцем третьего поколения стал более крупный ударный авианосец специальной постройки «Йорктаун».
Аналоги
«Лексингтон» и «Саратога» были самыми крупными и быстроходными из авианосцев своего времени. Вместе с другими авианосцами, переоборудованными из линейных крейсеров и кораблей, они обычно относятся ко второму поколению авианосцев. Кроме американцев, японцы достроили как ударные авианосцы линкор «Кага» и линейный крейсер «Акаги». Они, так же как американские авианосцы, были крупными и вооружались 200-мм орудиями. Менее крупными были переоборудованные из «белых слонов Фишера» английские «Фьюриес» и однотипные «Корейджес» и «Глориес». Самым тихоходным и несущим малое количество самолётов был французский «Беарн», достроенный с использованием корпуса линкора типа «Норманди».
| Характеристики авианосцев начального этапа второй мировой войны | Характеристики авианосцев начального этапа второй мировой войны | Характеристики авианосцев начального этапа второй мировой войны | Характеристики авианосцев начального этапа второй мировой войны | Характеристики авианосцев начального этапа второй мировой войны | Характеристики авианосцев начального этапа второй мировой войны | Характеристики авианосцев начального этапа второй мировой войны | Характеристики авианосцев начального этапа второй мировой войны | Характеристики авианосцев начального этапа второй мировой войны |
| Характеристика                                                  | «Фьюриес»                                                       | «Глориес»                                                       | «Лексингтон»                                                    | «Рейнджер»                                                      | «Йорктаун»                                                      | «Беарн»                                                         | «Акаги»                                                         | «Кага»                                                          |
| --------------------------------------------------------------- | --------------------------------------------------------------- | --------------------------------------------------------------- | --------------------------------------------------------------- | --------------------------------------------------------------- | --------------------------------------------------------------- | --------------------------------------------------------------- | --------------------------------------------------------------- | --------------------------------------------------------------- |
| Год постройки                                                   | 1917                                                            | 1916                                                            | 1927                                                            | 1934                                                            | 1937                                                            | 1927                                                            | 1927                                                            | 1928                                                            |
| Год переоборудования                                            | 1919 1925 1939                                                  | 1928 1936                                                       |                                                                 |                                                                 |                                                                 |                                                                 | 1938                                                            | 1935                                                            |
| Стандартное водоизмещение, т                                    | 22 450                                                          | 22 500                                                          | 38 727                                                          | 16 092                                                          | 19 875                                                          | 22 146                                                          | 36 500                                                          | 38 200                                                          |
| Полное водоизмещение, т                                         | 27 165                                                          | 27 400                                                          | 47 700                                                          | 19 907                                                          | 25 484                                                          | 28 400                                                          | 42 750                                                          | 43 650                                                          |
| Длина×ширина×осадка                                             | 239,7×27,9×6,4                                                  | 239,7×27,6×6,4                                                  | 270,7×32,2×8,5                                                  | 234,4×33,4×6,8                                                  | 246,7×29,9×7,9                                                  | 182,6×31×9,3                                                    | 260,7×31,8×8,7                                                  | 248,6×32,5×9,5                                                  |
| Мощность, л. с. (скорость, узлы)                                | 90 000 (30)                                                     | 90 000(30,5)                                                    | 180 000 (33,25)                                                 | 53 500 (29,25)                                                  | 120 000 (32,5)                                                  | 36 200 (21,5)                                                   | 131 200(31,2)                                                   | 125 000 (28,3)                                                  |
| Вооружение                                                      | 6×2×102-мм 3×8×40-мм                                            | 16×1×120-мм 3×8×40-мм                                           | 4×2×203-мм 12×1×127-мм                                          | 8×1×127-мм 6×4×28-мм                                            | 8×1×127-мм 4×4×28-мм                                            | 8×1×155-мм 6×1×75-мм 8×1×37-мм                                  | 8×1×200-мм 6×2×120-мм 28×25-мм                                  | 10×1×200-мм 6×2×120-мм 30×25-мм                                 |
| Самолётовместимость                                             | 36                                                              | 48                                                              | 90                                                              | 76                                                              | 81                                                              | 40                                                              | 91                                                              | 90                                                              |